# Баграмян (авеню)
„Баграмян“ (на арменски: Մարշալ Բաղրամյան Պողոտա) е авеню в централната част на кварталите Кентрон и Северозападен Арабкир в Ереван, Армения.
Авенюто е именувано в чест на съветско-арменския командир и маршал Ованес Баграмян, чиято статуя е издигната в централната част на авенюто. Между 1970 и 1995 г. е познато и като Авеню на дружбата.
Дължината му е 2200 m. Започва от площад „Франция“ на изток до площад „Барекамутян“ на запад. На него са разположени множество образователни, научни и културни учреждения, правителствени институции и дипломатически мисии.

## Обществени сгради
На авеню „Баграмян“ се намират множество важни сгради в Ереван.

### Правителствени сгради
- Резиденция на министър-председателя
- Народно събрание на Армения
- Съвет на националната сигурност на Армения
- Конституционен съд на Армения

### Дипломатически мисии
- Посолство на Великобритания
- Посолство на Швеция
- Посолство на Сирия
- Посолство на Китай
- Консулство на Тайланд

### Организации
- Арменска академия на науките
- Американски университет в Армения
- Къща музей Арам Хачатарян
- Съюз на писателите на Армения
- Училища: „Антон Чехов“ (№ 55), „Република Арженитина“ (№ 76), „Хайрапет Хайрапетян“ (№ 78) и „Хакоб Ошакан“ (№ 172)

### Други сгради
- Парк на влюбените
- Метростанция „Маршал Баграмян“
- Метростанция „Барекамутюн“
- Арменска евангелска църква